# Стадион Мунисипал де Балбоа
Стадион Мунисипал де Балбоа (шп. Estadio Municipal de Balboa) је вишенаменски стадион у граду Панами, Панама. Тренутно се највише користи за фудбалске утакмице и домаћи је стадион Мунисипал Чорила. 
ФК Чорило, клуб који је 2011. године освојио шампионат прве лиге фудбалског првенства Панаме га користи као домаћи стадион. Стадион прима 2.000 људи.
Стадион је првобитно био део кампуса средње школе Балбоа и коришћен је углавном за играње фудбала и бејзбола. Тереном управља управа Панамског канала.